# Martina Suchá
Martina Suchá (Érsekújvár, 1980. november 20. –) szlovák teniszezőnő. 1996-ban kezdte profi pályafutását, két egyéni WTA-torna győztese. Legjobb egyéni világranglista-helyezése harminchetedik volt, ezt 2002 áprilisában érte el.

## Év végi világranglista-helyezései
| Év       | 1996 | 1997 | 1998 | 1999 | 2000 | 2001 | 2002 | 2003 | 2004 | 2005 | 2006 | 2007 | 2008 |
| Helyezés | 744  | 675  | 271  | 139  | 109  | 66   | 64   | 89   | 57   | 90   | 84   | 211  | 394  |